# Municipio de Coolidge
El municipio de Coolidge (en inglés: Coolidge Township) es un municipio ubicado en el condado de Hamilton en el estado estadounidense de Kansas. En el año 2010 tenía una población de 149 habitantes y una densidad poblacional de 0,5 personas por km².

## Geografía
El municipio de Coolidge se encuentra ubicado en las coordenadas 38°2′41″N 101°58′51″O / 38.04472, -101.98083. Según la Oficina del Censo de los Estados Unidos, el municipio tiene una superficie total de 299.08 km², de la cual 297,97 km² corresponden a tierra firme y (0,37 %) 1,1 km² es agua.

## Demografía
Según el censo de 2010, había 149 personas residiendo en el municipio de Coolidge. La densidad de población era de 0,5 hab./km². De los 149 habitantes, el municipio de Coolidge estaba compuesto por el 85,23 % blancos, el 2,68 % eran afroamericanos, el 11,41 % eran de otras razas y el 0,67 % eran de una mezcla de razas. Del total de la población el 23,49 % eran hispanos o latinos de cualquier raza.